# Castanea ozarkensis
Castanea ozarkensis, також Castanea pumila var. ozarkensis, — вид каштана, який через Cryphonectria parasitica росте лише у вигляді невеликого дерева або великого куща в Сполучених. Castanea ozarkensis росте в горах Озаркс і Уошито в Міссурі, Арканзасі та Оклахомі. Горіхи здавен були їжею для корінних народів, перших поселенців і різних тварин — вивірок, бурундуків, оленів, індиків, перепелиць. Це дерево чутливе до Cryphonectria parasitica.
Castanea ozarkensis була описана Вільямом Віллардом Ешем і опублікована в Бюлетені Ботанічного клубу Торрі.
Велике дерево, яке називають «деревом-чемпіоном», росте в окрузі Баррі, штат Міссурі.

## Опис
Дерева або кущі, часто масивні, колись — до 20 метрів заввишки, хоча днесь висота рідко перевищує 10 метрів. Кора бурувата, глибоко або середньо тріщинувата. Має гладкі молоді гілочки. Листя мають черешок 8-15 мм і вузьку оберненояйцеподібну або зворотноланцетну пластину розміром 4-26 на 3-10 см з округлою або злегка серцеподібною або клиноподібною основою, краї помітно пилчасті, із зубцями зазвичай більше ніж 2 мм і гострою або загостреною вершиною. Нижня сторона більш-менш густо вкрита дрібними, білуватими, притиснутими, зірчастими трихомами. У кожному суцвітті є жіноча квітка, яка несе плід, схожий на волоський горіх, з двостулковою плюскою, що відкривається вздовж 2 швів, з колючками, як правило, довшими за 1 см. Епітет стосується гір Озарк.

## Поширення
Castanea ozarkensis  росте на вологих, добре дренованих суглинках на сонці. Дерева не слід висаджувати як декоративні через чутливість до каштанового опіку (Cryphonectria parasitica, раніше відомого як Endothia parasitica). Наразі нема методу запобігання або лікування заражених дерев. Стійкі штами не створені. Невелике дерево або великий кущ, Castanea ozarkensis є рідним для гірських регіонів Озарк-Уачіта в Міссурі, Арканзасі та Оклахомі. У Міссурі він зазвичай трапляється на сухих гірських хребтах у крайній південній частині штату (Штаєрмарк). Колись каштан був деревом середнього розміру, що досягав величних 20 метрів у висоту або більше, але тепер каштановий фітофтороз у більшості регіонів знизив його статус до чагарника чи малого дерева, яке росте зі старих пнів і кореневої системи. Фтороз вражає камбій дерева, зрештою оперізуючи гілки та стовбури, що призводить до загибелі дерева. Хвороба вражає надземні частини дерева. Коріння, що залишилися неушкодженим, можуть дати новий ріст паростків, які розвинуться в невеликі дерева (до 6-9 метрів заввишки), доки повторне зараження неминуче знищить крону і стовбур.